# Loca por el trabajo
Loca por el trabajo es una película mexicana dirigida por Luis Eduardo Reyes. Escrita por José Luis Gutiérrez Arias y protagonizada por Bárbara de Regil, junto a Adriana Barraza, Alberto Guerra, y Regina Blandón. La historia gira en torno a Alicia, una exitosa ejecutiva adicta al trabajo, que antepone las necesidades de su empresa a las de su familia, y su lucha por balancear su trabajo y la convivencia con su hijo. Se estrenó el 16 de noviembre de 2018 en México.

## Reparto
- Bárbara de Regil como Alicia.
- Adriana Barraza como Mercedes.
- Marianna Burelli como Marcela.
- Martha Claudia Moreno como Rosa.
- Alberto Guerra como Leonardo.
- Hernán Mendoza como Braulio.
- Regina Blandón como Fabiana.
- Pamela Almanza como Daniela.
- Emilio Beltrán como Santiago.
- Daniel Tovar como Rosendo.